# Олійник Радомир Іванович
Радоми́р Іва́нович Олі́йник (2005—2023) — український військовослужбовець, учасник російсько-української війни, кавалер ордена «За мужність» III ступеня.

## Життєпис
Народився 14 липня 2005 року в селі Постолівка Тернопільської області. Закінчив Постолівську школу; навчався в Тернопільському вищому професійному училищі № 4 імені Михайла Паращука.
По досягненні повноліття став до лав десантно-штурмових військ. Був стрільцем у 46 ОАеМБр.
Загинув 21 жовтня 2023 року в Запорізькій області.
Похований в селі Постолівка.
Без Радомира лишились батьки.

## Нагороди
- Орден «За мужність» III ступеня[2].